# 古茹纳克
古茹纳克（法語：Goujounac）是法国洛特省的一个市镇，位于该省西部偏南，属于卡奥尔区。该市镇总面积10.38平方公里，2009年时的人口为219人。

## 交通
洛特省省道D660线经过境内。

## 人口
古茹纳克人口变化图示